# Penisola di Nordkinn
La penisola di Nordkinn o penisola di Nordkyn (in norvegese Nordkinnhalvøya, in sami settentrionale Čorgašnjárga) è situata all'estremità nord-orientale del territorio della Norvegia ed è parte della contea di Finnmark. La parte culminante della penisola è il promontorio di Kinnarodden (o Capo Nordkinn), latitudine 71° 8' 2" N, il punto più settentrionale dell'Europa continentale, essendo Capo Nord e Knivskjellodden situate su un'isola.

## Geografia

### Morfologia
La penisola è delimitata a ovest dal Laksefjorden a nord dal Mare di Barents e ad est dal Tanafjord. Lunga circa 75 km e larga da 40 a 50 km, presenta nella parte centrale un istmo largo circa 600 m creato da due fiordi che si sviluppano perpendicolarmente alla lunghezza della penisola, tagliandola in due aree. Il Laksefjorden e il Tanafjord separano la penisola di Nordkinn da altre due estensioni della penisola scandinava nel Mare di Barents, rispettivamente la penisola di Sværholt e quella di Varanger.
Molto frastagliata lungo le coste, all'interno è caratterizzata da un altopiano caratterizzato da rilievi modesti culminanti nei 486 m del monte Storvarden, facente parte del massiccio Sandfjellet. Il plateau è solcato da alcune valli di origine fluviale ed ospita circa 400 laghi.

### Geografia umana
La penisola comprende per intero il comune di Gamvik e parte dei territori di Tana e Lebesby. Gli insediamenti umani si concentrano prevalentemente sulla costa settentrionale e alla base della penisola; gli altopiani centrali sono scarsamente abitati per via del territorio e del clima poco ospitale.
Oltre i comuni citati, altri centri abitati sono i villaggi di Mehamn (sulla costa settentrionale) e Kjøllefjord (in un'insenatura nord-occidentale). Sulla costa settentrionale a 3 km a nord di Gamvik, inoltre, sorge il Faro di Slettnes, il più settentrionale dell'Europa continentale.

## Clima e vegetazione

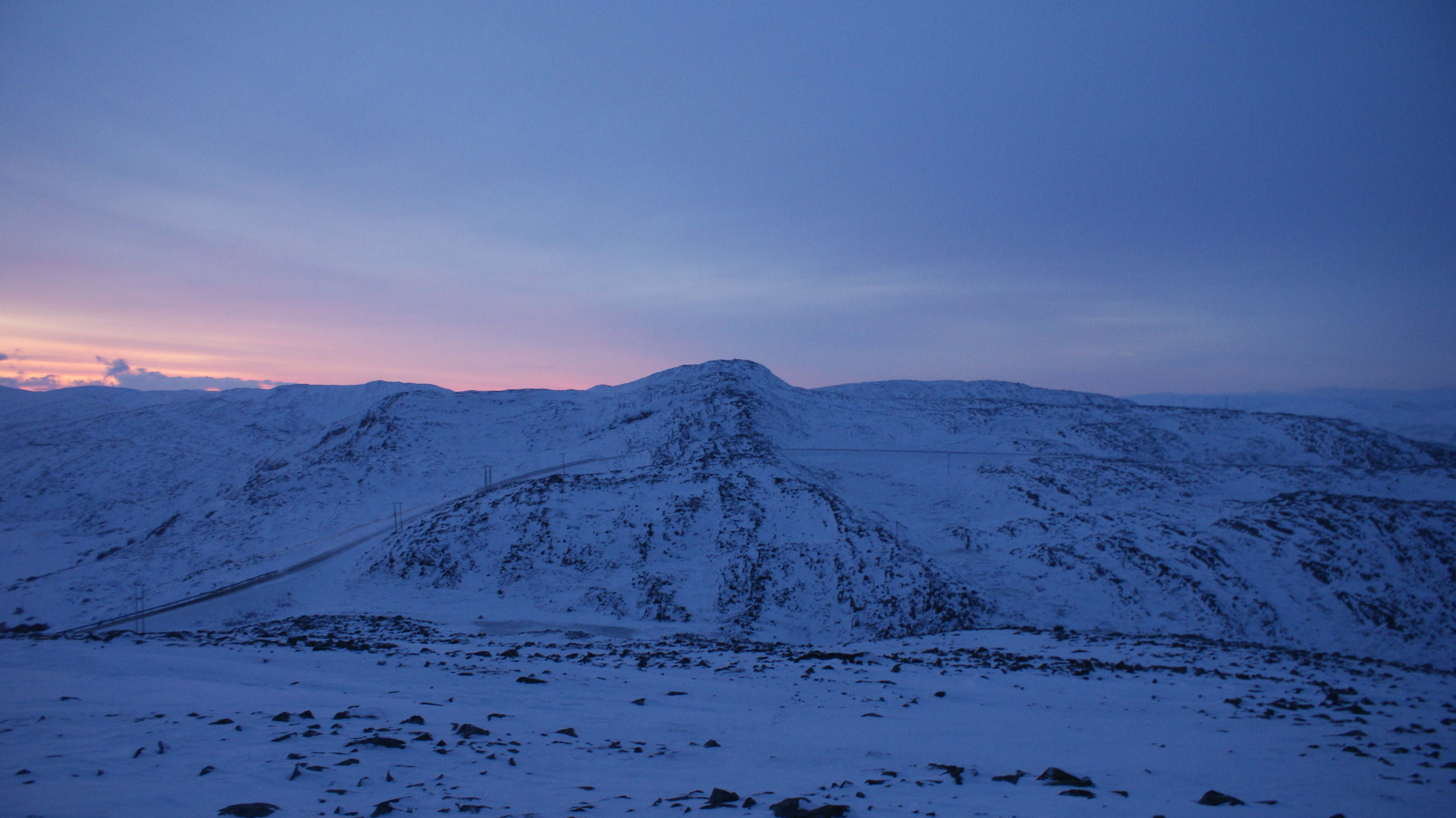
Il tipico aspetto della tundra norvegese: nella foto il sole a mezzogiorno durante la notte polare.

La penisola è situata a circa 300 km a nord del circolo polare artico, appena all'interno della regione artica.
Il clima della penisola è di tipo subartico, con basse temperature e scarse precipitazioni. La particolare morfologia del territorio inoltre favorisce la presenza di venti costanti e molto forti.
Il territorio quindi appare molto brullo e privo di vegetazione, paesaggio tipico della tundra. Nonostante ciò sono state registrate circa 350 specie diverse di piante, corrispondenti grosso modo alla vegetazione nelle regioni centrali e meridionali della Norvegia, ad altitudini di 1.000 a 1.500 metri.

## Trasporti e infrastrutture

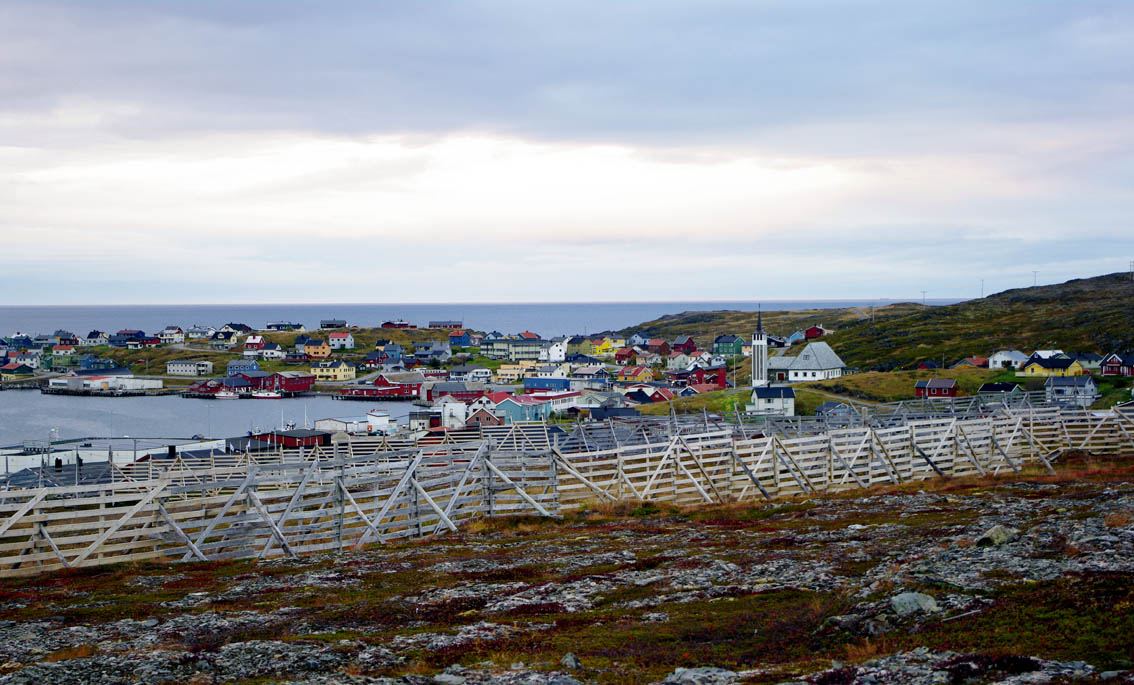
Il villaggio di Mehamn sulla costa settentrionale.

Nel 1989 è stata aperta la strada regionale 888, chiamata anche strada di Nordkyn o Nordkinveien, che collega l'estremità settentrionale della penisola con la strada europea E06 alla base della penisola.
Il servizio di trasporto marittimo Hurtigruten serve i porti di Mehamn e Kjøllefjord. Altri traghetti locali assicurano i trasporti verso la parte settentrionale dell'isola quando d'inverno la Strada 888 è chiusa.
Sempre a Mehamn è presente un aeroporto servito dalla compagnia aerea Widerøe.